# Joelia Kozik
Joelia Sergejevna Kozik (Russisch: Юлия Сергеевна Козик) (Dolgoproedny, Oblast Moskou, 17 februari 1997) is een Russisch basketbalspeelster die uitkomt voor het nationale team van Rusland. Ze heeft ook verschillende onderscheidingen gekregen waaronder de Medaille voor het dienen van het Moederland en Meester in de sport van Rusland.

## Carrière
In 2013 ging Kozik spelen bij MBA Moskou. In 2017 stapte ze over naar Inventa Koersk. In 2019 stapte ze over naar Dinamo Koersk. Met Dinamo won ze het Landskampioenschap van Rusland in 2022. In 2024 ging ze spelen voor Nika Syktyvkar.
Op de Olympische Zomerspelen van 2020 won ze de zilveren medaille als onderdeel van het Russische 3x3-basketbalteam.

## Erelijst
- Landskampioen Rusland: 1
  - Winnaar: 2022
  - Tweede: 2020, 2021
- Bekerwinnaar Rusland: 1
  - Winnaar: 2020
  - Runner-up: 2021
- 3x3-basketbal op de Olympische Zomerspelen 2020:
  - Zilver: 2020